# بيت الشحطرة (يريم)

تعديل مصدري - تعديل

بيت الشحطرة هي إحدى قرى عزلة بني عمر بمديرية يريم التابعة لمحافظة إب، بلغ تعداد سكانها 241 نسمة حسب تعداد اليمن لعام 2004.